# Керролл Шелбі
Керролл Холл Шелбі (англ. Carroll Hall Shelby; 11 січня 1923, Лісбург — 10 травня 2012, Даллас
) — американський автогонщик і автомобільний конструктор. Він найбільш відомий як творець спеціальних версій Ford Mustang — GT350 і GT500. Його компанія Shelby American Inc , заснована в 1962 році, і в даний час продає модифіковані Ford, а також займається тюнінгом.
Виступав у гонках «24 години Ле-Мана» (1954-1960), Targa Florio (1955), чемпіонаті світу Формули-1 (1958-1959). Переможець 24 годин Ле-Мана 1959 року (напарник — Рой Сальвадорі).

## Особисте життя
Керролл Шелбі народився 11 січня 1923 року в Лісбургу, штат Техас в родині сільського листоноші Воррена Холла Шелбі і його дружини Елоїзи Лоуренс Шелбі. Керрол, переніс проблеми серцевого клапана у віці 7 років, провів більшу частину свого дитинства в ліжку. У віці 14 років здоров'я Керролла покращилося, і згодом він заявив, що «переріс» свої проблеми зі здоров'ям. На своїй першій дружині — Жанні Поля — Шелбі одружився 18 грудня 1943 року. Їх дочка Шерон Енн Шелбі народилася роком пізніше — 27 грудня 1944 року. У них було ще двоє дітей, сини по імені Майкл Холл (народився 2 листопада 1946) і Патрік Берт (народився 23 жовтня 1947). Шелбі і Поля розлучилися в лютому 1960 року. 3 вересня 1997 року Шелбі одружився з Клео Патрісією Маргаритою (Шелбі). 
10 травня 2012 року Керролл Шелбі помер.

## Життя до гонок
Шелбі відточував навички водіння на своєму автомобілі Willys, відвідуючи середню школу Вудро Вільсона (Даллас, Техас). Після закінчення школи в 1940 році, Шелбі був покликаний в армію Сполучених Штатів. Він служив в авіаційному корпусі і брав участь у Другій світовій війні як інструктор польотів і льотчик-випробувач.

## Кар'єра гонщика
Керролл Шелбі справив істотний вплив на автомобільні гонки і дизайн автомобілів за останні 50 років. Почавши як любитель, він незабаром став пілотом для таких команд як Cad-Allard, Aston Martin, і Maserati в 1950-х. Ділячи водіння з Дональдом Хілі на спеціально модифікованому обтічному і турбованому Austin-Healey 100 S, він встановив 16 американських і міжнародних рекордів швидкості. Керролл Шелбі і Рой Сальвадорі керуючи Aston Martin виграли 24 години Ле-Мана в 1959 році.
Він брав участь у гонці в спеціально підготовленому родстері Ferrari, з рекордною швидкістю 10:21.8 секунди за коло на своєму шляху до перемоги в 1956 році.
На думку журналу «Sports Illustrated» він був визнаний водієм року в 1956 і 1957 роках.
Шелбі змагався і у Формулі 1 в період з 1958 по 1959 рік, стартувавши у загальній складності у восьми перегонах чемпіонату світу і декількох позазалікових Гран-прі.

## Шелбі — конструктор
Після відходу з гонок у жовтні 1959 року за станом здоров'я, він відкрив автошколу і Shelby American company.
Він отримав ліцензію на імпорт успішних британських спортивних гоночних автомобілів виробництва AC Motors, встановив замість оригінального британського двигуна Bristol двигун від американського Форда, і представив новий автомобіль для американської публіки як AC Cobra, пізніше відомий як Shelby або Shelby Cobra. Шелбі продовжував співпрацювати з Фордом виробляючи такі автомобілі як: Daytona Coupe, GT40, Mustang на основі Shelby GT350 і Shelby GT500, і звичайно, Shelby Cobra 427. Розлучившись з компанією Ford, Шелбі прийшов на допомогу у розробці автомобілів до підрозділів двох інших американських автофірм з Великої Трійки: Dodge і Oldsmobile. Найпам'ятнішим з цих автомобілів стали Dodge Viper і Oldsmobile 442.
Форд надавав фінансову підтримку виробництву Кобри Шелбі з 1962 по 1965 і Форда GT, спершу компанії Джона Вейера Ford Advanced Vehicles в 1963 році, а потім з Shelby American з 1964 по 1967 рік.
У наступні роки Шелбі розробив цікаву серію для «завершення» виробництва Кобри — ці Кобри нібито були побудовані з використанням «залишків» запчастин і рами. У 1960 році FIA (Міжнародна автомобільна федерація) зажадала виробників (Shelby, Ford, Ferrari, і т. д.), виробляти партії не менше ніж з 100 автомобілів в серійному виробництві тих моделей, які представлені в гонках. Шелбі просто побудував деяку невелику кількість автомобілів і пропустив між першою і другою частинами партії великий блок VIN-номерів, щоб створити ілюзію появи великої кількості автомобілів. Десятиліття потому, в 1990-х роках, Керролл почав стверджувати, що він знайшов  машини, що «залишилися», і почав продавати автомобілі, які нібито нарешті були завершені». Після того, як були виявлені автомобілі (вони звичайно були побудовані з нуля) у співпраці з McCluskey Ltd, їх назвали «продовженням» Кобри. Автомобіль виробляється по сей день, і відомий як Кобра серії CSX4000.
Керролл Шелбі представлений в Міжнародному залі слави автоспорту з 1991 року і Залі слави автоспорту Америки з 1992 року.
У 2003 році компанії Ford Motor Co і Керролл Шелбі відновили зв'язки. Керролл Шелбі став технічним радником проекту Ford GT. У тому ж році він заснував в штаті Невада компанію Carroll Shelby International, Inc.

## Shelby Dodges і Dodge Shelbys
Шелбі почав працювати з Dodge на прохання Лі Якокки — голови Chrysler Corporation. Якокка раніше був відповідальний за Ford Shelby Mustang. Після майже десятиліття налаштування на цю роботу, Шелбі був узятий на борт як «продуктовий консультант» на Dodge Viper, технічної політики комітету Крайслера, що складається з виконавчого директора Боба Лутца, головного дизайнера Тома Гейла, та інженерного віце-президента Франсуа Кастена. Шелбі використовував його багатий досвід, щоб зробити Viper легким і потужним, настільки, наскільки можливо.

## Смерть
Помер в Далласі у віці 89 років. Керролл Шелбі був одним з найбільш довгоживучих реципієнтів донорського серця в США. У липні 1990 р. йому пересадили серце 34-річного чоловіка. У 1996 р. Шелбі була пересаджена нирка, донором став його син.

## Вшанування пам'яті

### У кінематографі
- Фільм 2019 року Аутсайдери, роль Керолла Шелбі виконав Мет Деймон.